# ヘルマン・オーベルト
ヘルマン・オーベルト（Hermann Oberth, 1894年6月25日 - 1989年12月28日）は、ドイツのロケット工学者である。オーベルト効果に名前を残す。ドイツ宇宙旅行協会創立。

## 経歴
オーストリア＝ハンガリー帝国のヘルマンシュタット（現ルーマニア領、シビウ）に生まれた。少年時代、ジュール・ヴェルヌの作品を読んで宇宙に興味を持った。
当初、ミュンヘン大学において医学を勉強していたが、第一次世界大戦勃発により軍医として従軍する。その後、物理学を学びロケットの研究に熱を入れていくようになる。
1923年、『惑星間宇宙へのロケット』(Die Rakete zu den Planetenraumen) と呼ばれる最初の論文を発表し、宇宙への飛行がどうすれば可能になるかという原理を示す。1929年にはこれに加筆を施した『宇宙旅行への道』(Wege zur Raumschiffahrt) を発表している。その前年の1922年、米国のロケット研究者であるロバート・ゴダードに手紙を書き、彼のロケット研究の論文を取り寄せているが、後年「自分の研究はゴダードのものとは完全に独立していた」と主張している。
1927年7月、オーベルトの論文を受けてブレスラウにドイツ宇宙旅行協会 (Verein für Raumschiffahrt, VfR) がヨハネス・ヴィンクラーによって設立された。また1929年にはドイツのSF映画『月世界の女』の監修をした。その際、実際に打ち上げられるロケットを製作する資金をラングから提供してもらうよう望んでいた。
1929年、VfRに参加していたヴェルナー・フォン・ブラウンなどと共にロケットの開発に取り掛かる。オーベルトはわずか3ヶ月の間に液体燃料ロケットを設計・製作しようとしたが、実験中に爆発。オーベルトは耳の鼓膜が破れ、右目を失明する。
ナチス政権下では、V2ロケットの開発にも成功した。
第二次世界大戦後は、イタリアでロケットの研究をしていたが、1955年～1958年にはブラウンに招かれてアメリカ合衆国へ渡り、軍事面における研究を行った。
1959年にはソビエト連邦の宇宙開発について「（ユーリ・ガガーリンが成功以前に）ソビエトは宇宙へ人を送る試みを何度か実行し、いずれも失敗に終わったと確信している」と発表。都市伝説が生まれるきっかけを作った。
1969年ヴィルヘルム・エクスナー・メダル受賞。西ドイツのニュルンベルクにて没。